# Lažiše
Lažiše este o localitate din comuna Dobje, Slovenia, cu o populație de 167 de locuitori.